# Seznam mest v Čilu
Seznam mest v Čilu po abecednem vrstnem redu:

## A
- Ancud
- Antofagasta
- Arica

## C
- Calama
- Castro
- Chaitén
- Chañaral
- Chile Chico
- Chillán
- Cochrane
- Coyhaique
- Concepción
- Copiapó
- Coquimbo

## F
- Frutillar

## H
- Hanga Roa

## I
- Illapel
- Iquique

## L
- La Serena
- Los Andes
- Los Ángeles

## O
- Osorno
- Ovalle

## P
- Porvenir
- Pucón
- Puerto Aysen
- Puerto Montt
- Puerto Natales
- Puerto Varas
- Puerto Williams
- Punta Arenas
- Putre

## Q
- Quellón

## R
- Rancagua

## S
- San Fernando
- San Pedro de Atacama
- Santiago de Chile

## T
- Talca
- Temuco
- Tocopilla

## V
- Valdivia
- Vallenar
- Valparaíso
- Vicuña
- Villarica
- Viña del Mar